# Велибеков, Сафарали-бек Гасан-бек оглы
Сафарали бек Гасан бек оглы Велибеков (азерб. Səfərəli bəy Həsən bəy oğlu Vəlibəyov; 1861, Шуша — 31 августа 1902, Баку) — выдающийся азербайджанский просветитель, публицист, педагог и переводчик. Первый выпускник азербайджанского отделения Закавказской (Горийской) учительской семинарии. Автор и составитель первых учебников по чтению на азербайджанском языке.

## Биография
Родился в 1861 году в городе Шуша в семье потомственного карабахского бека Шейх-Гасан бека Велибекова и его жены Айна ханум.
Начальное образование получил в моллахане (школе при мечети) где изучил персидский и арабский языки. В 1875 году поступил в 4-х классную Шушинскую русскую городскую школу, которую закончил в 1879 году.
В том же году 17-летний Велибеков знакомится с Алексеем Осиповичем Черняевским, инспектором новообразованного азербайджанского отделения Закавказской учительской семинарии, путешествовавшим по Закавказью с целью набора первых учеников для азербайджанского отделения. Поговорив с Велибековым и убедившись в его способностях и высоком уровне подготовки, Черняевский приглашает его в Гори и принимает его сразу во второй класс семинарии. Вместе с Велибековым в первый набор студентов семинарии попали в будущем известные азербайджанские просветители Рашид бек Эфендиев, Фиридун бек Кочарли, Махмуд бек Махмудбеков, Теймур бек Байрамалибеков, Мирза Халилов, и другие.
Велибеков окончил Закавказскую учительскую семинарию за два года, в 1881 году став вместе с Теймуром Байрамалибековым и Мирзой Халиловым первым выпускником новообразованного азербайджанского отделения семинарии. Как окончивший курс первым, на основании предложения инспектора азербайджанского отделения А. О. Черняевского и директора семинарии Д. Д. Семёнова и с разрешения Попечителя Кавказского учебного округа, Велибеков был утвержден в должности учителя начального училища при Закавказской учительской семинарии с июня 1881 года.
После окончания семинарии Сафарали бек Велибеков становится активным борцом за применение и популяризацию так называемого «усули-джадид» — «нового метода» в образовании среди азербайджанцев, и в частности за применение более эффективного звукового метода преподавания вместо устаревшего буквослагательного, применявшегося в традиционных религиозных школах — моллаханах и медресе. В этом деле Велибеков сотрудничает со своим учителем и наставником А. О. Черняевским, основываясь на педагогические принципы предложенные основоположником российской научной педагогики К. Д. Ушинским.
В 1883 году 21-летний Велибеков находясь на летних каникулах в Шуше открывает бесплатную показательную школу для неграмотных детей из разных сословий чтобы продемонстрировать традиционалистам все преимущества нового звукового метода преподавания. Школу Велибеков открывает во дворце дочери бывшего Карабахского хана, поэтэссы Хуршид Бану Натаван и под её покровительством. За проявленную инициативу Велибекову была выражена благодарность от Попечителя Кавказского учебного округа. Газета Терджиман-Переводчик по этому поводу писала: «образцовая школа в этом смысле была открыта в 1883 году в городе Шуше в доме княгини Ханши и под её высоким покровительством, при поддержке нынешнего Шейх-уль-Ислама г. Таирова, тогда шушинского казия. Школа эта была открыта г. Сафар Али Велибековым; преподавание родной грамоты проведено было по звуковому методу (следуя руководству г. Черняевского) и в три месяца дети уже могли читать и писать небольшие статьи на своем языке»
В 1884 году Велибеков выступает с инициативой преобразования азербайджанского отделения Закавказской учительской семинарии в отдельную азербайджанскую семинарию расположенную ближе к местам проживания азербайджанцев. Иницитиатива Велибекова не нашла поддержки у руководства семинарии и в Министерстве народного просвещения, но положила начало многолетнему обсуждению этого вопроса. Только в 1918 году друг и соратник Велибекова, Фиридун бек Кочарли, смог претворить в жизнь инициативу Велибекова и перевел азербайджанское отделение семинарии в Газах, основав таким образом Газахскую учительскую семинарию.
В 1884 году Велибеков по собственной инициативе изучает и переводит с азербайджанского манускрипта на русский язык исторический очерк XVII века «Дербенд-наме» описывающий средневековую историю Дагестана и Ширвана, став вместе с Аббас-Кули-ага Бакихановым и Мирза Казембеком одним из трех ученых занимавшихся детальным переводом, изучением и публикацией этого произведения в XIX веке.
В 1885 году Велибеков знакомится со знаменитым крымскотатарским просветителем, публицистом и издателем Исмаилом Гаспринским заехавшим в Гори для ознакомления с семинарией во время своей поездки по Закавказью. Будучи единомышленником и последователем Гаспринского, Велибеков сопровождает Гаспринского в его поездке по Закавказью и помогает в распространении газеты Гаспринского Терджиман-Переводчик. Это знакомство положило начало многолетней дружбе и сотрудничеству между Велибековыми и Гаспринским.
В 1888 году Велибеков становится соавтором (вместе с А. О. Черняевским) второй части учебника «Вэтэн дили» («Родная речь»). Учебник Вэтэн дили (первая и вторая часть) стал первым специализированным учебником нового типа для азербайджанских детей обучавшихся в начальных классах. Составленная Велибековым в соавторстве с А. О. Черняевским вторая (основная) часть «Вэтэн дили» около 40 лет являлась основным учебником азербайджанских детей. Учебник был составлен на основе педагогических принципов Ушинского и объединял в себе тексты для чтения, короткие литературные произведения и упражнения. В предисловии отмечается особый вклад Гасан-Алиага хана Гарадагского который перевел вошедшие в учебник басни и стихотворения с русского на азербайджанский язык.
В 1889 году, Велибеков составляет и издает книгу для чтения «Гюдрети-Худа» — «Божье Всемогущество» состоявшую из коротких и понятных для учеников текстов для чтения. Учебник этот стал одним из первых пособий по начальному чтению на азербайджанском языке.
В 1890 году, вместе с Фиридун беком Кочарли, Велибеков совершает поездку в Бахчисарай и 10 дней гостит у Исмаила Гаспринского. Велибеков и Кочарли помогают Гаспринскому и его семье в работе типографии газеты Терджиман-Переводчик, знакомятся с общественностью Бахчисарая и руководителем Зынджырлы Медресе, а Велибеков дает показательные уроки в местной новометодной школе.
В 1890 году, находясь в Бахчисарае, Велибеков издает издает свой очередной труд — энциклопедию «Хазинеи-Эхбар» — «Сокровищница Знаний». Энциклопедия содержала информативные статьи по литературе, истории, географии, этнографии и известных исторических личностях.
За свою 15-летнюю службу в семинарии Велибеков был учителем начального училища, преподавателем азербайджанского языка и преподавателем религии и стал первым учителем и наставником Наримана Нариманова, Джалила Мамедкулизаде, Сулеймана Сани Ахундова, Бадал бека Бадалбейли и многих других будущих учителей, литераторов и просветителей.
Помимо преподавания и просветительской деятельности Велибеков занимался публицистикой, переводами, изучал и собирал примеры азербайджанского устного народного творчества, выполнил перевод на русский язык, уточнил и исправил более 1300 тюркских топонимов Эриванской губернии.
Как публицист Сафарали бек печатался в передовых изданиях того времени таких как Терджиман-Переводчик, Кавказ, Зия (Зияйи-Кавказие), Кешкюль. Статьи Сафарали бека были в основном посвящены проблемам образования и просвещения, развитию азербайджанского языка, вопросам прогресса в развитии культуры и общественной жизни.
В 1896 году, после 15 лет службы в Закавказской учительской семинарии, Сафарали бек переезжает из Гори в Баку и переводится на должность помощника классных наставников в Бакинское реальное училище где работает вместе со своим бывшим учеником Нариманом Наримановым.
В 1896 году Сафарали бек издает учебник для чтения на персидском языке «Исули-джедид лисани фарси» — «Новый метод изучения персидского языка» предназначенный для начальных школ Азербайджана, Персии и Бухары с персидским языком преподавания и составленный на основе передовых достижений русской и европейской педагогики.
В 1897 году, проработав в системе народного просвещения 16 лет, Велибеков переходит на должность переводчика в Бакинское карантинно-таможенное управление. Параллельно службе в таможне, Сафарали бек готовит последующие издания «Исули-джедид», руководит переводом приложений к «Дербенд-наме» с арабского, персидского и турецкого языков на русский для издания в 1898 году, занимается публицистикой.
Скончался Сафарали бек Велибеков на 42-м году жизни 31 августа 1902 года в городе Баку от заболевания сердца.

## Награды
- Орден Святого Станислава 3-й степени (1888)
- Орден Святой Анны 3-й степени (1895)
- Медаль «В память царствования императора Александра III» (1896)
- Орден Бухарской Звезды 1-й степени (1899)
- Орден Льва и Солнца 4-й степени (1902)

## Семья
В 1893 году Сафарали бек Велибеков женится на шушинке принцессе Хуршид ханум Каджар, дочери персидского принца Бахман Мирзы Каджар. У Сафарали бека и Хуршид ханум были две дочери — Нигяр и Сурая Велибековы. Хуршид ханум Каджар скоропостижно скончалась в 1897 году.
В 1901 году Сафарали бек женится во второй раз, в этот раз на шушинке Фирангиз ханум Джеваншир, дочери Мамед-Гасым Аги Джеваншира и в этот раз внучке Бахман Мирзы. У Сафарали бека и Фирангиз ханум была одна дочь — Гехартадж Велибекова.
Сафарали бек Велибеков был родным дядей знаменитого азербайджанского писателя и драматурга Сулеймана Сани Ахундова.

## Память
Образ Сафарали бека Велибекова нашел отражение в романе Мирзы Ибрагимова «Перване» вышедшем в 1972 году. В книге описываются молодые годы Наримана Нариманова, его учёба в Закавказской учительской семинарии, а также его взаимоотношения с его наставниками и учителями в том числе и с Сафарали беком Велибековым.
Сафарали бек Велибеков является первым профессионально подготовленным педагогическим кадром Азербайджана — изучение его педагогической деятельности одна из актуальных проблем в истории педагогики Азербайджана.

## Галерея

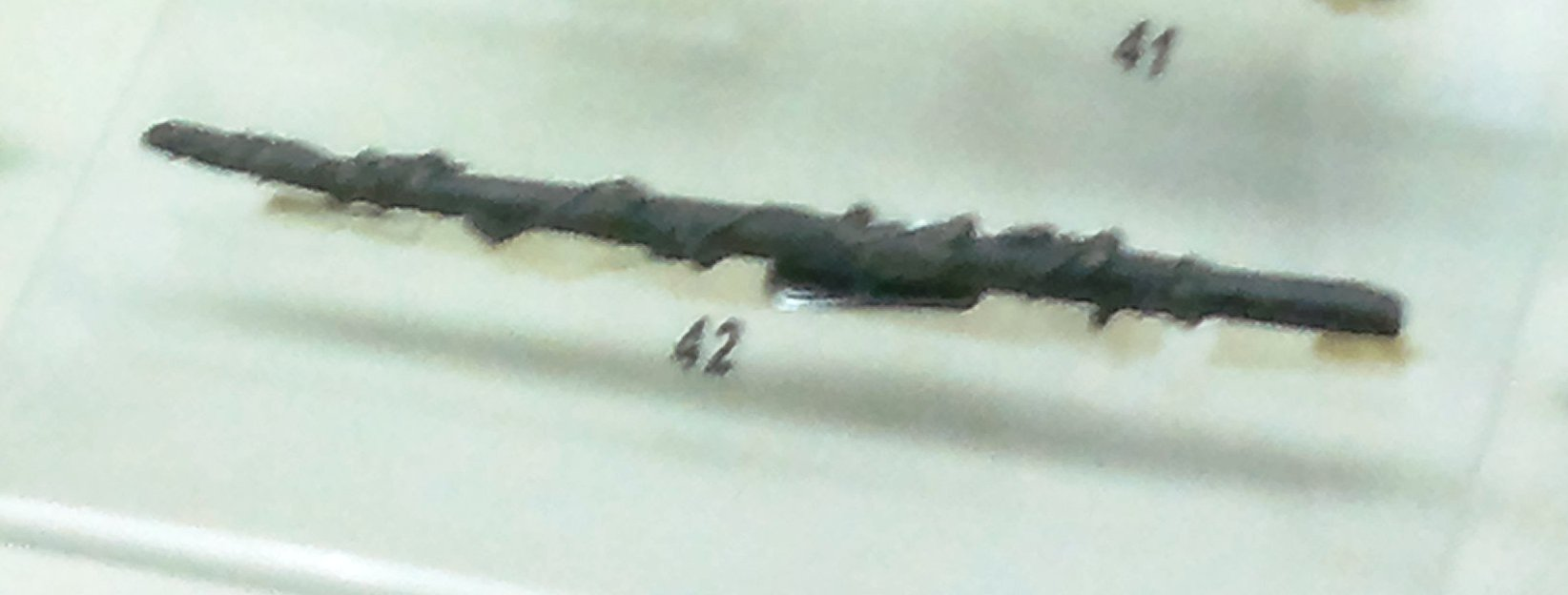
Ручка преподавателя Горийской семинарии Сафарали-бека Велибекова в Музее истории Азербайджана в Баку